# Fit for 55

Fit for 55 je plán Evropské unie snížit do roku 2030 emise skleníkových plynů o 55 %. Balíček navrhla v červenci 2021 Evropská komise. V rámci zrychleného legislativního procesu by měl být tento plán uzákoněn v roce 2022. Opatření zahrnují dodatečnou podporu čisté dopravy, obnovitelné zdroje energie a tzv. uhlíkové clo pro dovozy s vysokým obsahem uhlíku ze zemí, kterým chybí dostatečná vlastní opatření na snížení emisí skleníkových plynů. Navrhuje rozšířit systém obchodování s emisemi na dopravu a teplo. Ve srovnání se scénářem čistých nulových emisí Mezinárodní energetické agentury obsahuje plán více opatření, která zajistí, že energie zůstane cenově dostupná.
Balíček obsahuje jak návrhy upravující stávající směrnice či nařízení, tak úplně nové legislativní návrhy, přičemž se zaměřuje na oblasti, jako je obchodování s emisními povolenkami (EU ETS), uhlíkové vyrovnání na hranicích, energetiku a paliva či využívání půdy a lesnictví. V neposlední řadě pak přináší podpůrná opatření, jejichž cílem je učinit transformaci sociálně spravedlivější. Navrhovaná opatření by měla přinést nové příležitosti pro investice, inovace a tvorbu pracovních míst.
Pro udržení globálního oteplení pod hranicí 1,5 °C vzhledem k předindustriálnímu období je potřeba do roku 2030 snížit emise skleníkových plynů na polovinu celosvětově, nejen v rámci EU. Evropská unie (EU-27, bez Spojeného království) se v roce 2020 na těchto emisích podílela 7,5 %. V absolutních číslech země EU v témže roce vyprodukovaly 2,6 miliardy tun emisí CO2, čímž se zařadily na třetí místo za Čínu a USA.

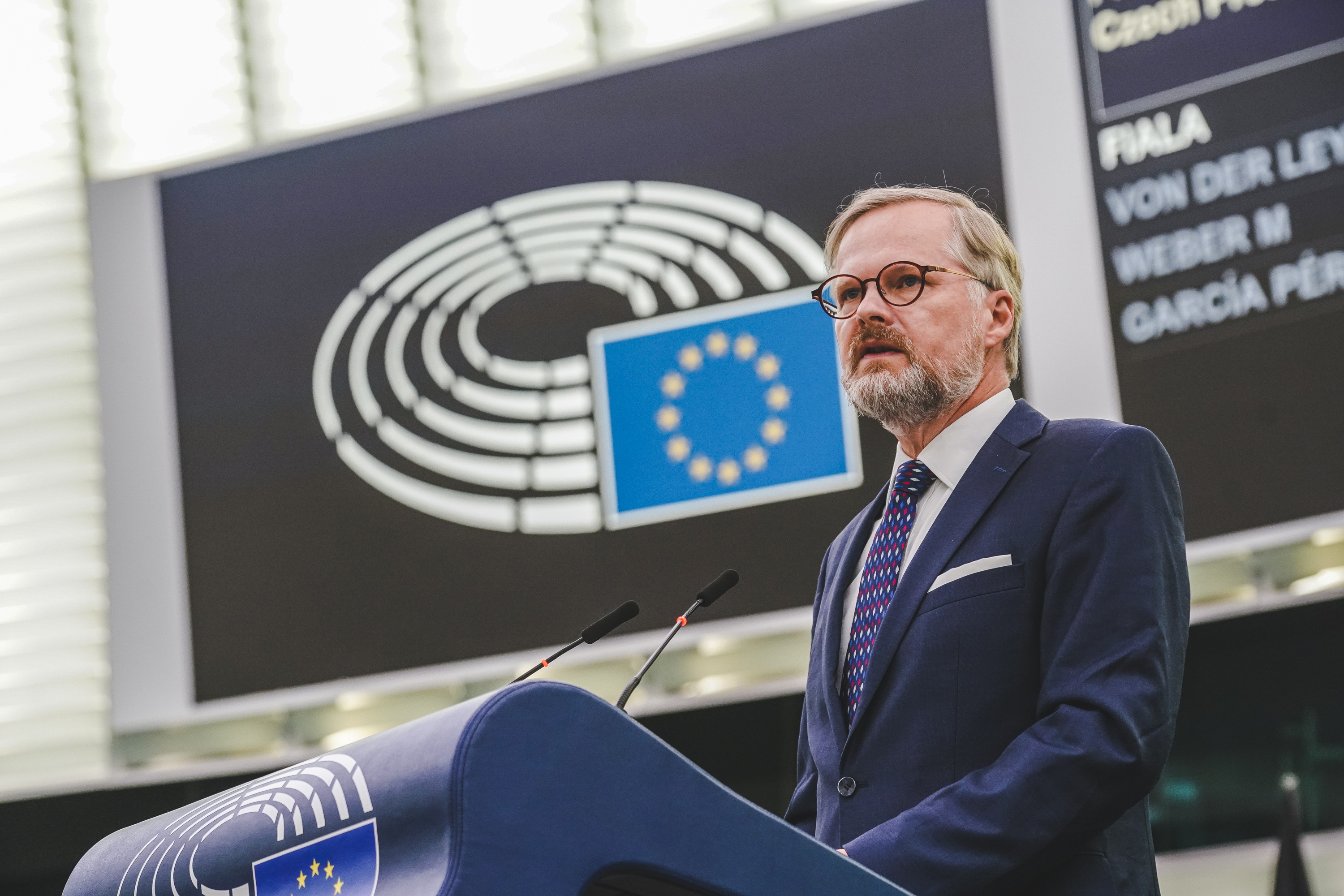
Konečná podoba balíčku „Fit for 55“ byla dojednána během českého předsednictví EU v roce 2022

Ač Evropskou unii i svět čeká patrně největší transformace hospodářství a společnosti v historii, podle dat Eurobarometru z roku 2021 vnímá většina občanů EU (93 %) změnu klimatu jako závažný problém. V Česku je to 85 %. Zároveň 90 % Evropanů a 87 % Čechů souhlasí s výrokem: „Měli bychom snížit emise skleníkových plynů na minimum a zároveň kompenzovat zbývající emise například rozšířením zalesněné plochy, aby se hospodářství EU stalo do roku 2050 klimaticky neutrálním.“
Během českého předsednictví v Radě Evropské unie v roce 2022 byla dojednána konečná podoba balíčku „Fit for 55“, který je součástí širší strategie Evropské unie k dosažení uhlíkové neutrality do roku 2050 známé jako Zelená dohoda pro Evropu. Na úrovni Evropské rady změny odsouhlasila vláda Petra Fialy v dubnu 2023. V Evropském parlamentu hlasovalo pro balík předpisů „Fit for 55“ celkem 340 europoslanců a 279 hlasovalo proti. Součástí balíčku je i zákaz prodeje nových osobních automobilů se spalovacími motory po roce 2035, ukončení těžby a prodeje uhlí, z něhož se vyrábí skoro polovina elektřiny v Česku, do roku 2033, nebo nový systém emisních povolenek EU ETS 2, který od roku 2027 rozšíří systém emisních povolenek kromě těžkého průmyslu a energetiky i na vytápění domů a osobní dopravu, tedy na benzín, naftu, plyn a uhlí. Podle kritiků zavedení nového systému emisních povolenek způsobí po roce 2027 prudké zdražení pohonných hmot, energií a bydlení.

## Principy
Navrhovanými opatřeními v balíčku Fit for 55 prostupují následující principy:
- Přiměřenost a účinnost opatření – navrhovaná opatření jsou založena na tržních mechanismech i regulacích.
- Znečišťovatel platí – firmy nesou náklady emisí, které produkují, což je motivuje k zavádění čistých technologií. Tento princip podporuje zejména systém obchodování s emisními povolenkami.
- Solidarita – cílená a systematická podpora skupin obyvatel, které mohou být opatřeními nepřiměřeně zasaženy (např. zdražováním energií, ztrátou zaměstnání apod.).[15]

## Tržní mechanismy

### Revize EU ETS (Emissions Trading System)
Sektory zahrnuté do Evropského systému pro obchodování s emisemi (EU ETS) by měly snižovat emise rychleji, konkrétně do roku 2030 dosáhnout snížení o 61 % oproti roku 2005 (dosavadní cíl byl 43 %). Volné alokace povolenek by měly být postupně nahrazovány mechanismem CBAM a ukončeny do roku 2035.

### Rozšíření EU ETS o silniční dopravu a budovy
Od roku 2026 by měl vzniknout doplňující systém pro obchodování s emisemi v silniční dopravě a ve stavebnictví, do kterého by byli zahrnutí dodavatelé paliv na začátku dodavatelského řetězce (nikoli přímo domácnosti nebo uživatelé silniční dopravy). Cílem je snížit emise v těchto sektorech o 43 % do roku 2030 (oproti 2005).

### Revize směrnice o zdanění energie ETD (Energy Taxation Directive)
Cílem revize je vytvořit soulad mezi zdaněním energie a klimatickými cíli EU, odstranit některé zastaralé výjimky a celkově zjednodušit a zpřehlednit systém daní. Daňové sazby mají být založeny na energetickém obsahu paliv a jejich vlivu na životní prostředí. Letecká a námořní paliva již nebudou od daní osvobozena.

### Zahrnutí letecké a námořní dopravy do EU ETS
Do EU ETS byly dosud zahrnuty lety v rámci EU, nyní by však došlo i k zahrnutí mezinárodních letů evropských aerolinek (prostřednictvím mezinárodní schéma Corsia). EU ETS by také pokrýval 100 % emisí z námořní dopravy uvnitř EU a 50 % mezi EU a jinými státy, s postupným naběhem systému mezi lety 2023 a 2026.

### Uhlíkové vyrovnání na hranicích CBAM (Carbon Border Adjustment Mechanism)
Dovozci cementu, hnojiv, oceli, hliníku a elektřiny (2 % importů) by nově museli při dovozu do EU nakoupit CBAM certifikáty podle množství skleníkových plynů vypuštěných při výrobě daných komodit, a byli by tak stejně zatíženi poplatky za emise jako ti, kteří dané produkty vyrábějí v EU.

## Cíle a regulace

### Revize nařízení o sdílení úsilí ESR (Effort Sharing Regulation)
Stavebnictví, doprava, zemědělství a odpadové hospodářství nejsou zahrnuty v EU ETS a zodpovědnost za snižování emisí v těchto odvětvích nesou jednotlivé státy. Dosud bylo cílem snížit emise v těchto sektorech o 29 %, nyní by státy měly snížit emise o 40 % do roku 2030 (oproti 2005). Cíle pro jednotlivé země se liší a závisí na HDP na osobu.

### Revize směrnice o energetické účinnosti EED (Energy Efficiency Directive)
Revize klade důraz na energetické úspory a nově stanovuje cíl snížit spotřebu primární energie o 39 % do roku 2030 (oproti hodnotám v prorůstovém scénáři). Také stanovuje povinné roční úspory 1,5 % konečné spotřeby (oproti dosud plánovaným 0,8 %).

### Lesní strategie EU
V současnosti je situace v lesnictví v jednotlivých státech velice odlišná, cílem strategie je překlenutí rozdílů, koordinace na úrovni EU a větší soulad s klimatickou politikou. Strategie usiluje o posílení adaptability lesů a schopnosti jejich přirozené obnovy, navrhuje finančně motivovat pro správce a vlastníky k udržitelnému hospodaření a lépe chránit pralesy a další cenné ekosystémy.

### Revize směrnice o obnovitelných zdrojích energie RED (Renewable Energy Directive)
Podíl obnovitelných zdrojů na spotřebě energie v EU by měl být zvýšen na 40 %, pro ČR by to znamenalo navýšení na 28–30 % (dosavadní cíl byl 22 %). Cílem je také transformace energetického systému, aby dokázal efektivně integrovat větší podíl obnovitelných zdrojů, včetně podpory akumulace energie.

### Revize nařízení o využívání půdy a lesnictví LULUCF (Land Use, Land Use Change and Forestry)
Revize řeší, jak zahrnout emise z využívání půdy a lesnictví do emisních cílů EU a jednotlivých států. Pro Česko to znamená zahrnutí emisí z rozpadu smrkových lesů, které v posledních letech zvyšují emise ČR o cca 5–7 %. Dále revize hledá způsoby, jak zvýšit kvalitu a množství lesů a dalších přírodních propadů uhlíku.

### Předpisy a normy pro snižování emisí z dopravy
Soubor obsahuje návrhy na snižování emisní intenzity dopravy technologicky neutrálním způsobem: revizi norem emisí CO2 pro automobilovou dopravu (včetně zákazu prodeje aut se spalovacími motory po roce 2035), předpisy k vytváření infrastruktury pro dobíjení nebo doplňování vodíku a iniciativy pro přechod na udržitelnější letecká a námořní paliva.

## Podpůrná opatření

### Vznik Sociálního klimatického fondu
Některá tržní opatření mohou vést k neúměrnému dopadu na určité skupiny ve společnosti. Sociální klimatický fond posiluje solidaritu a umožňuje přímou podporu nízkopříjmovým domácnostem, uživatelům dopravy a mikropodnikům zasaženým obchodováním s emisemi v dopravě a ve stavebnictví. Fond bude financován výnosy z aukcí nových emisních povolenek.

### Posílení Modernizačního fondu a Inovačního fondu
Modernizační fond je program na podporu modernizace energetiky a zvýšení energetické účinnosti, ČR z něj může v letech 2021–2030 využít výnosy z dražby 200 milionů emisních povolenek. Inovační fond usiluje o podporu průlomových inovací potřebných k dosažení klimatické neutrality a jeho prostředky by podle návrhu byly navýšeny také.

## Kritika
Podle některých vědců by plán „Fit for 55“ mohl způsobit odlesňování a poškodit potravinovou bezpečnost.
Polsko dne 8. srpna 2023 oznámilo, že požádalo Soudní dvůr Evropské unie, aby zrušil některá ustanovení, která jsou součástí balíčku „Fit for 55“, protože jejich uvedení do praxe by ohrozilo polskou ekonomiku a energetickou bezpečnost.